# An Dzsunggun
An Dzsunggun (Ahn Jung-geun) (hangul: 안중근, handzsa (hanja): 安重根; 1879. szeptember 2. – 1910. március 26.; megkeresztelkedési nevén: Tamás) koreai függetlenségi aktivista, nacionalista, és pánázsianista.
1909. október 26-án megölte Itó Hirobumit, miután aláírta a Koreát az Imperialista Japánhoz csatoló egyezményt. An (Ahn) 1962-ben posztumusz megkapta a Nemzeti megalapítás érdemrendjét az akkori kormánytól.

## Élete

### Fiatalkora
An (Ahn) 1879 szeptember második napján látott napvilágot Hedzsu (Haeju) városában, Hvanghe (Hwanghae) tartományban, An Thehun (안태훈, Ahn Tae-Hun) és Pek Cshondzso (백천조, Baek Cheon-Jo) első gyermekeként. Gyermekkori neve An Ungcshil (안응칠, Ahn Eung-chil) volt. Fiú lévén kínai irodalmat és nyugati tudományokat tanult, ennek ellenére sokkal jobban vonzották a harcművészetek, és a lövészet. Kim Gu (김구, Kim Gu) a koreai függetlenségi mozgalom későbbi vezetője, aki An Thehun (Ahn Tae-Hun) házában élt ekkortájt, azt írta, hogy a fiatal An Dzsunggun (Ahn Jung-geun) kiváló lövész volt, szeretett olvasni, és karizmatikus volt.
An (Ahn) 25 éves korában szénvállalkozásba kezdett, de a koreai nép tanítására tette fel az életét, magániskolákat alapított Korea északnyugati részén. 1907-ben elhagyta az országot, Vlagyivosztokba ment, hogy csatlakozzon egy, a japán megszállók ellen küzdő fegyveres csoporthoz. Kinevezték egy koreai fegyveres csoport altábornagyának, és számos támadást vezetett japán erők ellen a végső veresége előtt.

### Vallása
16 éves korában apjával együtt katolikus lett, ahol a "Thomas" (多默; 도마) nevet kapta, és franciául tanult. A japánok előli menekülése során An (Ahn) egy Wilhelm nevű (koreai nevén: Hong Szokku (Hong Seok-ku); hangul: 홍석구; handzsa (hanja): 洪錫九) papnál talált menedékre, aki megkeresztelte őt, és hónapokig bújtatta őt templomában. A pap a Biblia olvasására biztatta An (Ahn)t, és számos alkalommal megvitatott vele dolgokat. Haláláig tartotta benne a katolicizmus iránti hitet, egészen addig hogy utolsó, feleségének szánt levelében azt kérte: a fiából legyen pap.

### Itó Hirobumi meggyilkolása
1909-ben, An áthaladt a japán őrségen a Harbini vasútállomásnál. Itó Hirobumi éppen egy orosz képviselővel való tárgyalásról érkezett vissza vonattal. An (Ahn) három lövést adott le Itóra, egy FN M1900 pisztolyal az állomás peronjáról. Kavagami Tosihikóra, a japán konzultábornokra, Morita Dzsiróra, a birodalmi háztartási ügynökség titkárára, és Tanaka Szeitaróra, a dél-mandzsúriai vasút végrehajtójára is rálőtt, valamennyien komoly sérülést szereztek. A lövöldözés után, An (Ahn) elkiáltotta magát a koreai függetlenség érdekében, orosz nyelven: „Корея! Ура!” (Koreja! Ura!) és meglobogtatta a koreai zászlót.
Ezek után An (Ahn) le lett tartóztatva az orosz őrség által, akik két napig tartották fogva, mielőtt továbbították volna a japán gyarmati hatóságokhoz. Amikor meghallotta hogy Itó Hirobumi meghalt, keresztet vetett hálája jeléül. An (Ahn) állítólag ezt mondta: "Merészkedtem elkövetni egy komoly bűncselekményt, életemet ajánlottam fel az országért. Ez a nemeslelkű hazafi magatartása." Korea püspökének parancsa ellenére, miszerint nem kaphat An (Ahn) kenetet, Fr. Wilhelm nem engedelmeskedett, meglátogatta a börtönben Ant (Ahnt) és feladta neki a gyászkenetet. An (Ahn) ragaszkodott ahhoz, hogy a fogvatartói keresztségi nevén, Thomas-nak szólítsák.
A bíróságon An (Ahn) ragaszkodott ahhoz, hogy a koreai ellenálló hadsereg altábornagyaként, ejtett hadifogolyként kezeljék, és ne pedig bűnözőként, továbbá összeírt 15 indokot, amiért Itónak meg kellett halnia.
|  | „15 indok, amiért Itó Hirobuminak meg kellett halnia: 1. Mjongszong koreai császárné meggyilkolása 2. Kodzsong koreai császár trónfosztása 3. 14 egyenlőtlen egyezmény rákényszerítése Koreára 4. Ártatlan koreaiak lemészárlása 5. A koreai kormány hatalmának erőszakos elbitorlása 6. Koreai vasutak, bányák, erdők, és folyók kizsákmányolása 7. Japán bankjegyek használatára való kényszerítés 8. Koreai fegyveres erők feloszlatása 9. Koreaiak oktatásának megakadályozása 10. Koreaiak külföldi tanulmányainak betiltása 11. Koreai tankönyvek elkobzása és elégetése 12. Azt az álhírt terjesztették a világban hogy a koreaiak akarták a japánok védelmét 13. A japán császár félrevezetése azzal, hogy azt állították hogy békés viszonya van Japánnak és Koreának 14. Ázsia békéjének megtörése 15.Komei császár meggyilkolása. Én, mint a koreai ellenálló hadsereg altábornagya, megöltem a bűnöző Itó Hirobumit, mert megzavarta a Kelet békéjét, és elidegenítette a Korea és Japán közti kapcsolatot. Reméltem, hogy ha Korea és Japán barátságosabb lesz, és békésen lesz irányítva, példaként fognak szolgálni az öt kontinens számára. Nem azért öltem meg Itót, mert félreértettem a szándékait.” |
|  | |

## Fordítás
Ez a szócikk részben vagy egészben  az   Ahn Jung-geun című angol Wikipédia-szócikk fordításán alapul.  Az eredeti cikk szerkesztőit annak laptörténete sorolja fel. Ez a jelzés csupán a megfogalmazás eredetét és a szerzői jogokat jelzi, nem szolgál a cikkben szereplő információk forrásmegjelöléseként.